# براين دافي
براين دافي (بالإنجليزية: Brian Duffy (astronaut))‏ (و. 1953 – م) هو ضابط، ورائد فضاء من الولايات المتحدة الأمريكية . ولد في بوسطن .

## ريادة الفضاء
شارك في المهمات الفضائية:
- STS-45[5]
- STS-72[5]
- STS-57[5]
- STS-92.[5]

## التعليم
تعلم في U.S. Air Force Test Pilot School، وجامعة جنوب كاليفورنيا، وأكاديمية سلاح الجو الأمريكي

## الخدمة العسكرية
خدم في القوات الجوية الأمريكية.

## جوائز
حصل على جوائز منها:
- جائزة الشجاعة طيران.